# L'Herbe à brûler
L'Herbe à brûler est un roman de Conrad Detrez publié en 1978 aux éditions Calmann-Lévy et ayant reçu le prix Renaudot la même année.

## Résumé
Le narrateur fait le récit de sa jeunesse. Il quitte la campagne de son enfance à Saint-Rémy et devient séminariste à Louvain dans une Belgique en proie à la guerre des écoles, religieuses contre laïques, et marquée par les tensions entre Wallons et Flamands. Rompant ses vœux, le jeune homme s’engage dans une autre destinée, il part pour le Brésil. Au cours de son parcours initiatique, il s’éveille à la sexualité et à la politique. De retour à Paris puis à Bruxelles, il est en proie à la désillusion et meurt.

## Commentaires
Roman autobiographique, l’œuvre est aussi un témoignage des luttes révolutionnaires de l’époque en Amérique du Sud. L’auteur met en opposition la découverte d’un pays pauvre mais porteur d’énergie face à une Europe dont il juge les mouvements politiques sans grand intérêt. L’expérience intime et individuelle va de pair avec la découverte de cet autre monde : libération sexuelle et expériences extrêmes. Le retour au pays, aux racines et l’aboutissement de la quête de l’identité marquent la fin de l’homme nouveau rêvé.

## Éditions
- L'Herbe à brûler, Éditions Calmann-Lévy, 1978,  (ISBN 978-2702102664).